# Schronisko PTTK „Na Szczelińcu”
Schronisko PTTK „Na Szczelińcu” – górskie schronisko w Sudetach Środkowych, w Górach Stołowych, w województwie dolnośląskim.

## Położenie
Położone jest na wysokości 905 m n.p.m. w północno-zachodniej części platformy Szczelińca Wielkiego. Mieści się w budynku wzniesionym w 1845 roku w stylu tyrolskim. Od jesieni roku 2006 schronisko ponownie zapewnia nocleg turystom. Przed schroniskiem znajduje się punkt widokowy, z którego roztacza się rozległa panorama na okolicę i okoliczne góry.

## Historia
Pierwsza drewniana letnia altana dająca schronienie wędrowcom powstała w 1815 roku. W 1845 roku dzięki działaniom miłośnika Gór Stołowych Franza Pabla wzniesiono w stylu tyrolskim schronisko-gospodę, nadając jej nazwę Schweizerai. W 1947 roku schronisko przejęło PTT, zmieniając nazwę na Szwajcarka, a w 1950 roku PTTK. Schronisko po kapitalnym remoncie służy turystom noclegami i bufetem.
W pobliżu schroniska znajdują się tablice upamiętniające pobyt na szczycie Johanna W. Goethego i Johna Quincy’ego Adamsa, jak również tablica upamiętniająca Franza Pabla.